# Английский проспект
Англи́йский проспе́кт — проспект в Адмиралтейском районе Санкт-Петербурга. Проходит от набережной реки Мойки до набережной реки Фонтанки.

## История названия
Проспект возник в XVIII веке, преимущественно застроен в XIX—XX веках.

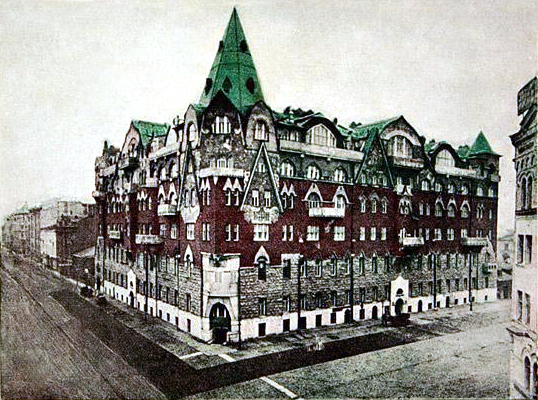
«Дом-сказка». Сгорел в 1942 году

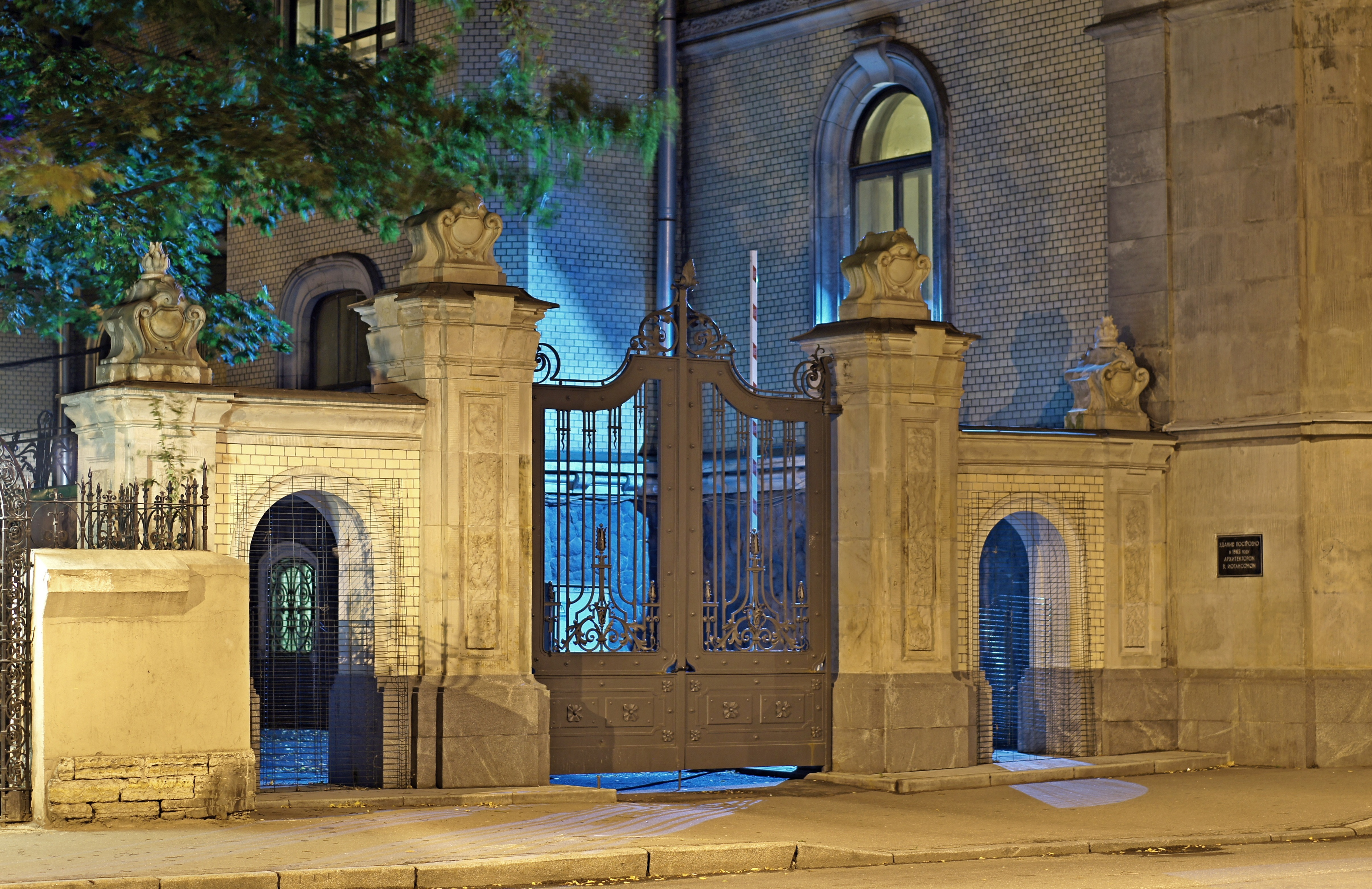
Ворота особняка Г. Г. Гильзе фан дер Пальс

Назван по Английской набережной в 1846 году, с 1918 по 1994 год назывался в честь одного из руководителей Британской социалистической партии, Джона Маклина, проспектом Маклина.
В конце XVIII века параллельно имел название Дровяная улица.
Не путать с Английским проспектом в Лесном, существовавшим до 1952 года, с 1952 года — проспект Пархоменко.

## Пересечения

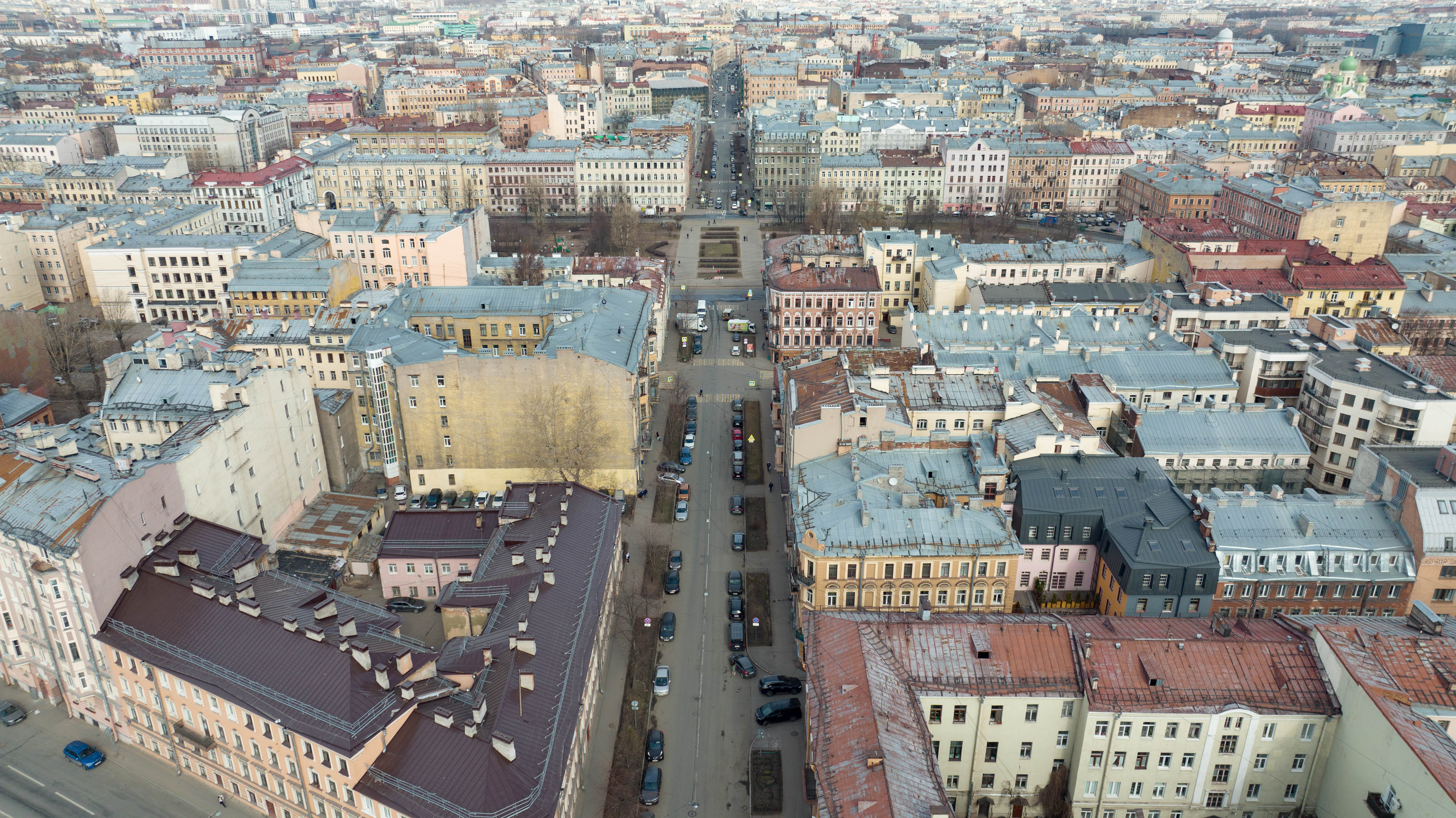
Вид на перспективу Английского проспекта с воздуха от Фонтанки

Пересекает улицу Декабристов, улицу Союза Печатников, проспект Римского-Корсакова, канал Грибоедова (Аларчин мост) и его набережную, Канонерскую улицу, площадь Тургенева и Садовую улицу, улицу Лабутина и Люблинский переулок.

## Достопримечательности

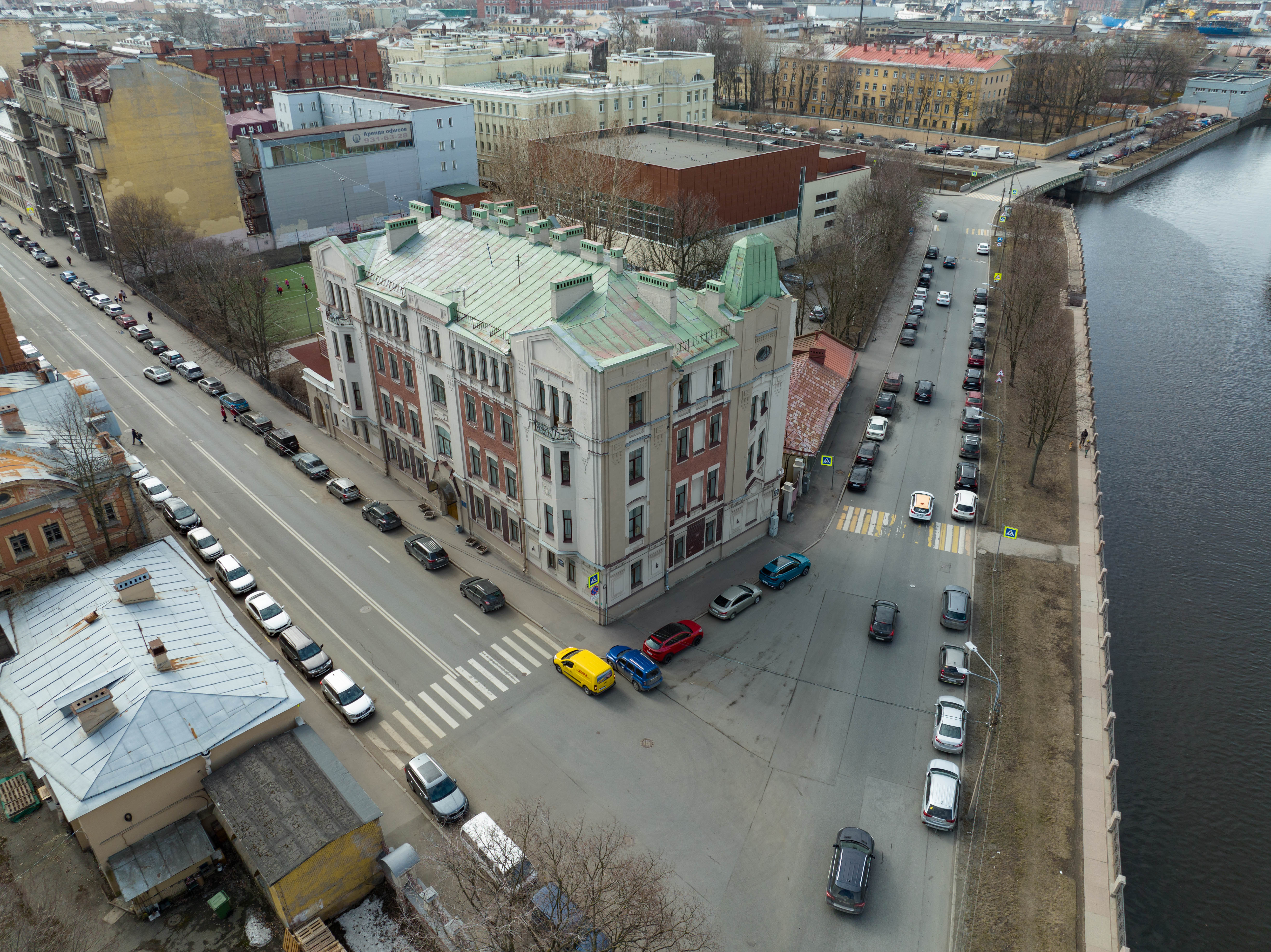
Здание ВНИИ Океангеологии

- Дом 1 — бывший жилой дом служащих Нового Адмиралтейства (1908—1909, архитектор А. И. Дмитриев), на данный момент — ВНИИ Океангеология им. И. С. Грамберга.
- Дом 2—4 — бывший дворец великого князя Алексея Александровича (1882—1885, архитектор М. Е. Месмахер).
- Дом 3 — доходный дом Веры Васильевны Веретенниковой. В 1913—1914 гг. в кв. № 10 на 5 этаже жил Григорий Распутин.
- Дом 4а—6 — двухэтажный особняк построен архитектором В. А. Шрётером в 1880—1881 годах для купеческого сына А. К. Пампеля в стиле итальянского палаццо. 1-й этаж выделен глубоким рустом. Боковые части здания украшены полуфигурами кариатид, поддерживающих треугольные сандрики. Затем здание купил заводчик Г. Г. Кирштон.
- Дом 8—10 — особняк Г. Г. Гильзе фан дер Пальс (1901—1902, архитектор В. Ю. Иогансен; в настоящее время — Военный комиссариат Санкт-Петербурга)[4].
- В сквере между домами 13 и 7/2 в 2003 году был устроен фонтан. Спустя некоторое время он перестал работать. В 2022 году фонтан заменили новым[5].
- Дом 14—16 — бывший жилой дом и кондитерская Жоржа Бормана. В начале 1840-х годов Борман выкупил особняк у разорившегося кондитера Генриха Пфейфера, надстроил у здания два этажа и возвёл во дворе производственный корпус. Кондитерское дело Бормана процветало до революции 1917 года, когда производство национализировали[6][7].
- Дом 17—19 — «образцовый жилой дом для рабочего и нуждающегося населения» (1859—1861, архитектор С. Б. фон Ган).
- Дом 18 (1887 год, архитектор И. И. Шапошников); изначально дом построен Великим Князем Константином Николаевичем для балерины Анны Кузнецовой[8]. В 1892—1906 годах принадлежал балерине М. Ф. Кшесинской. Средства для приобретения уютного 2-этажного особняка предоставил влюблённый в неё цесаревич Николай Александрович, который присутствовал на новоселье и регулярно бывал у хозяйки дома по вечерам[9][10]. Обстановка дома подробно описана в мемуарах Кшесинской.
- Стоявший на месте дома 21 «Дом-сказка» (1909—1910, архитектор А. А. Бернардаци) был построен в стиле модерн, разрушен во время блокады. Отстроен после войны в формах сталинской архитектуры.
- Дом 26. Игорь Стравинский жил на Английском проспекте в доме номер 26, кв. 15 в 1909—1910 годах. Этот адрес стал значимым для творчества композитора: именно здесь он написал музыку балета «Жар-птица», после премьеры которого в один день стал знаменитым. После Стравинского в этой квартире жил М. О. Штейнберг.
- В доме 27 жила В. Ф. Комиссаржевская. В этом же доме, в помещении гимназии О. К. Витмер, в 1905—1907 годах проходили заседания ЦК и ПК РСДРП; в честь этого на доме установлена мемориальная доска[11]. С 1908 года по 26 марта 1940 года в этом доме жил географ Ю. М. Шокальский.
- В доме 30 в кв. № 26 проживал с семьёй и родителями жены один из руководителей Белого движения в Сибири В. О. Каппель (с 1909 по 1914 г. в период учёбы в Академии Генерального Штаба). Также в доме снимал квартиру танцовщик В. Ф. Нижинский.
- В доме 32 (1904—1905, архитектор П. Л. Замараев) размещались Биологическая лаборатория и педагогическое отделение Высшей вольной школы (Лесгафтовские курсы).
- В доме 39 (1897 год, архитектор И. Н. Иванов) жил В. Ф. Нижинский.
- На углу с площадью Тургенева расположен жилой дом 50 в стиле неоклассицизма (1914—1915, архитектор Я. М. Коварский).

## Транспорт
По участку Английского проспекта, от канала Грибоедова до улицы Декабристов, следуют автобусные маршруты № 2, 6, 22, 70, 71.
На пересечении Английского проспекта и площади Тургенева имеют остановку трамвайные маршруты № 3, 16, 41; автобусные маршруты № 49, 181